# What Makes You Beautiful
"What Makes You Beautiful" é o single de estreia da boy band britânica-irlandesa One Direction. Composto por Rami Yacoub, Carl Falk e Savan Kotecha, e produzido por Yacoub e Falk, foi lançado pela Sony Music em 11 de setembro de 2011.
"What Makes You Beautiful" estreou no número um na UK Singles Chart, depois de estabelecer o recorde na gravadora Sony Music com mais de 53.965 cópias em sua primeira semana. O single também superou o irlandês e o Scottish Singles Charts, e alcançou o top 10 na Austrália e New Zealand Singles Chart e os flamengos Ultratop 50. Nos Estados Unidos, tornou-se a mais alta estreia de um single britânico na Billboard Hot 100 desde 1998.
O vídeo da música foi dirigido por John Urbano e estreou em 19 de agosto de 2011. A banda já apresentou a canção ao vivo em programas de televisão, incluindo Red ou Black?, Children in Need e na oitava temporada do The X Factor. Também foi apresentada na sitcom iCarly, no segundo episódio da sexta temporada, e na turnê Up All Night Tour.
"What Makes You Beautiful" ganhou o prêmio de melhor single britânico no BRIT Awards de 2012, que foi realizado no dia 21 de fevereiro.

## Antecedentes e lançamento
"Quando nós estávamos gravando no estúdio, sabíamos que queríamos instantaneamente essa faixa para ser o nosso primeiro single. Eu acho que para nós queríamos lançar algo que não era brega, mas foi divertido. É o tipo de representar-nos, eu acho que Levamos algum tempo para encontrá-lo, mas acho que encontrei a música certa ."

— Harry Styles falando sobre a música no MTV News".
Depois de chegar em terceiro na sétima temporada do The X Factor, a banda One Direction assinou com a Sony Music. "What Makes You Beautiful" foi escrito por Rami Yacoub , Carl Falk e Savan Kotecha, e foi produzido por Yacoub e Falk.
"What Makes You Beautiful" estreou na BBC Radio 1 em 10 de agosto de 2011, e foi lançado pela Syco Music na Europa, Austrália e Nova Zelândia através de download digital em 11 de setembro de 2011. Um único CD foi lançado no Reino Unido em 12 de setembro, e seguiu na Austrália e na Alemanha em 25 de novembro de 2011 e 2 de dezembro de 2011, respectivamente. O single foi lançado no Canadá por meio de download digital no dia 31 de janeiro de 2012. "What Makes You Beautiful" foi lançado em 14 de fevereiro nos Estados Unidos e foi enviado pela Columbia Records para as rádios hits contemporâneas (CDH) em 28 de fevereiro de 2012.
"What Makes You Beautiful" ganhou o prêmio de melhor single britânico no BRIT Awards de 2012, que foi realizado no dia 21 de fevereiro.

## Lista de faixas
| N.º | Título                     | Duração |  |
| 1.  | "What Makes You Beautiful" | 3:22    |  |

- Faixas do single no iTunes

## Performances ao vivo

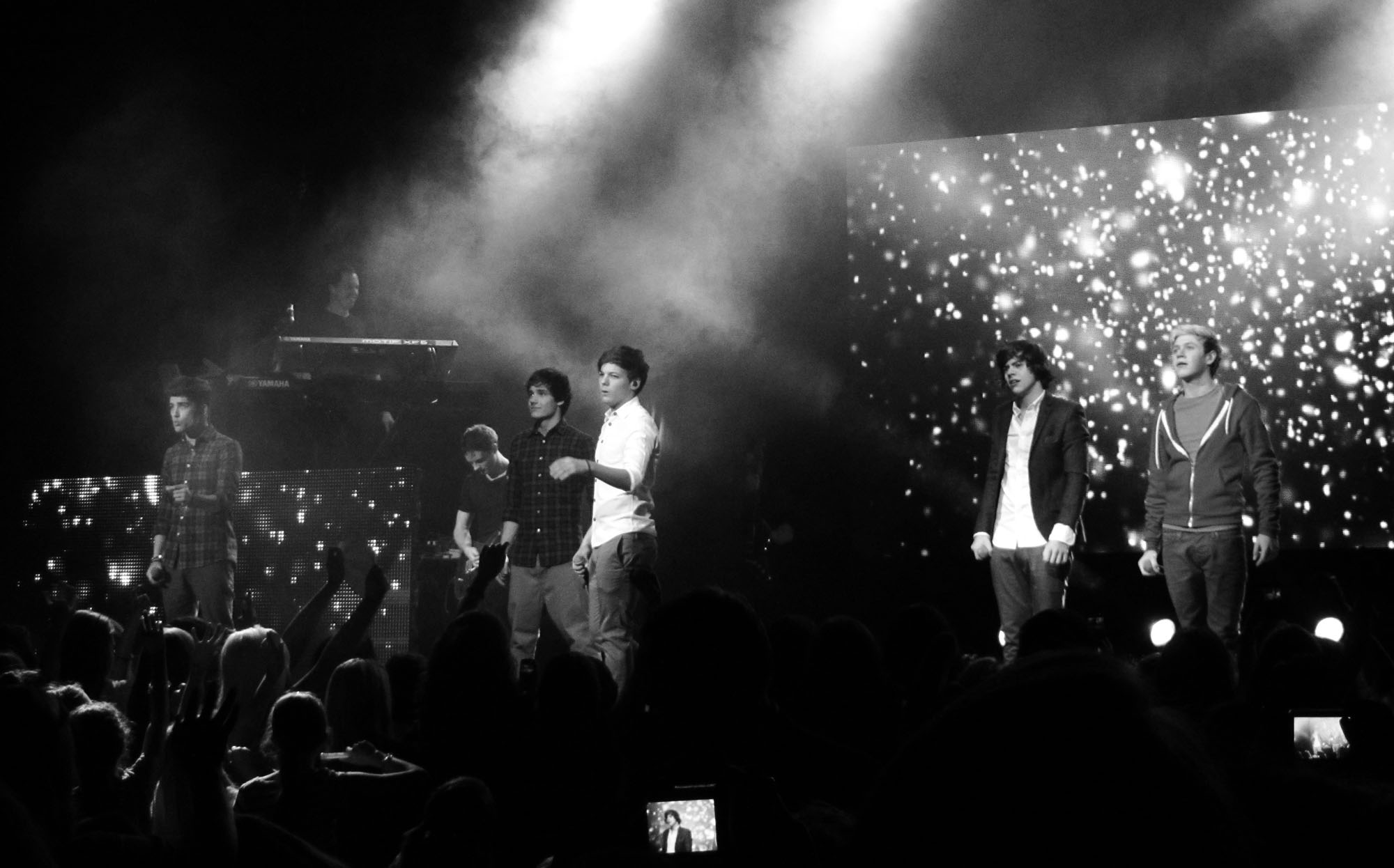
One Direction cantando "What Makes You Beautiful" em Glasgow, Escócia, durante a Up All Night Tour

One Direction performou "What Makes You Beautiful" pela primeira vez no programa Red on Black? em 10 de setembro de 2011. A banda tocou "What Makes You Beautiful" e após a sua lado B, "Na Na Na" na BBC Radio 1 Teen Awards em 9 de outubro de 2011. One Direction performou "What Makes You Beautiful" para abrir Telethon Children in Need 2011. One Direction se apresentou na televisão do canal da Capital FM no festival britânico Jingle Bell Ball em 4 de dezembro de 2011, na O2 Arena, cantando "Gotta Be You" e "One Thing" e "What Makes You Beautiful" Eles tocaram um medley de "She Makes Me Wanna" e "What Makes You Beautiful" com a banda JLS na final da oitava temporada do The X Factor em 10 de dezembro. Na França, o grupo fez uma entrevista com a NRJ Radio, O One Direction também cantou a música em sua Up All Night Tour (2011–12). O grupo realizou "One Thing" e What Makes You Beautiful" no Dance on Ice 05 de fevereiro de 2012.
Nos Estados Unidos, One Direction cantou "What Makes You Beautiful" junto com "More Than This" e "One Thing" pela primeira vez no Today Show, no Centro Rockefeller, 12 de março de 2012. Eles tocaram "What Makes You Beautiful" no Kids Choice Awards de 2012 em 31 de março. Eles realizaram "What Makes You Beautiful" e "One Thing" no Saturday Night Live, em 7 de abril de 2012.

## Videoclipe
O vídeo da música "What Makes You Beautiful" foi dirigido por John Urbano. Filmado em dois dias em julho de 2011, estreou em 19 de agosto de 2011. Em cada um dos cinco dias que antecedem a estreia do vídeo, One Direction postou um teaser trailer do vídeo on-line. Cada teaser trailer mostrou imagens do vídeo e nos bastidores, e um membro da banda anunciando quantos dias faltavam até a estreia do vídeo.
O vídeo abre com a banda de Malibu, Califórnia na praia intercalando com cenas dos garotos dirigindo uma caravana de laranja. Durante o segundo verso, um grupo de três garotas se junta à banda na praia, enquanto Harry Styles canta para uma menina individualmente. Durante os refrões finais da banda, as meninas são mostradas sentadas ao redor de uma fogueira, acendendo "sparklers" e tirando fotografias.

## Desempenho nas tabelas musicais

### Europa e Oceania

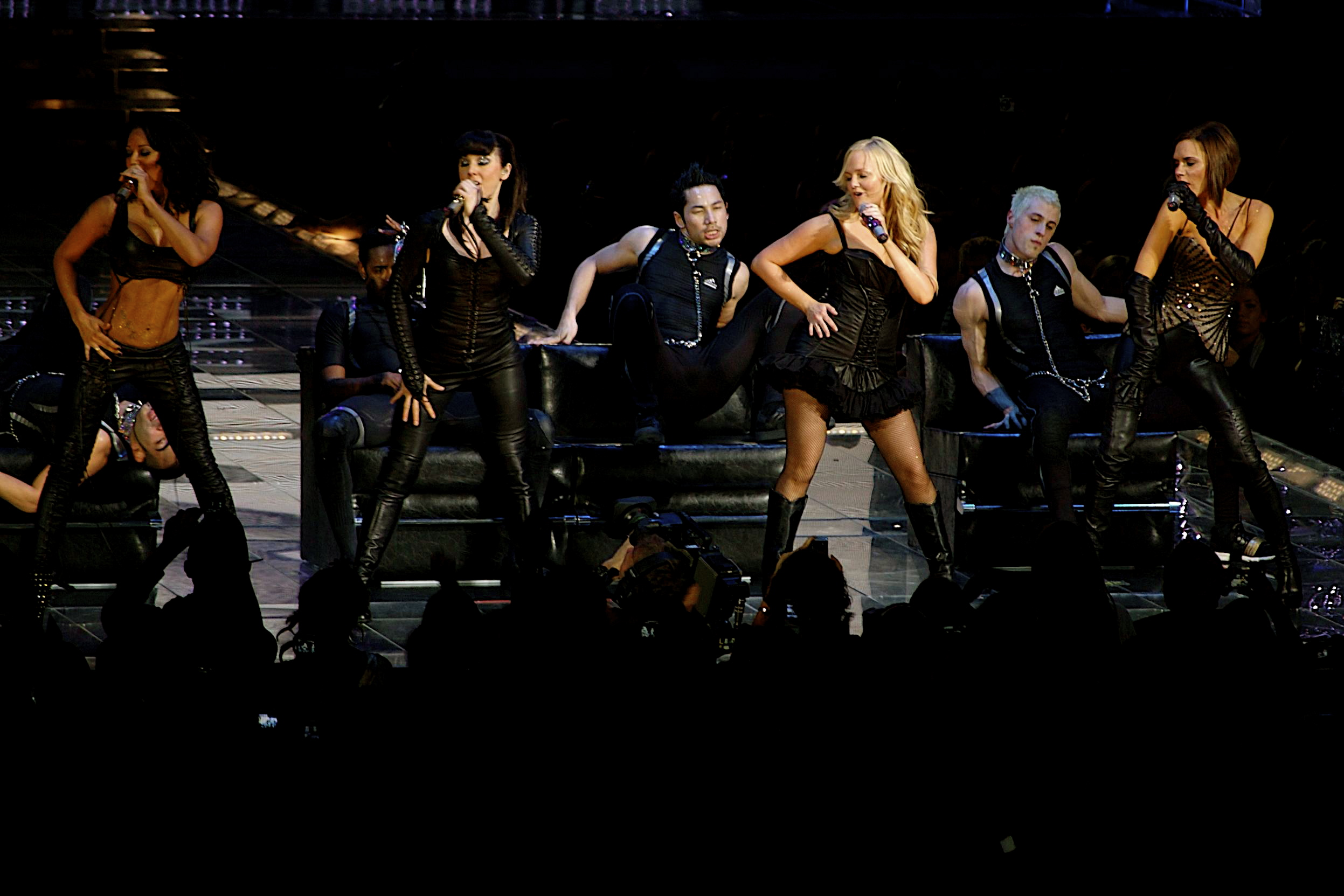
As Spice Girls foram o primeiro grupo britânico a ter um single no top 10 nos Estados Unidos com "Wannabe", em 25 de janeiro de 1997

"What Makes You Beautiful" foi lançado como primeiro single do álbum em 11 de setembro de 2011. O single estreou na Irlanda no número um. Ele também estreou no número um no Reino Unido com vendas superiores a 150 mil cópias, tornando-o o single mais vendido de 2011. O single também alcançou as dez primeiras posições na Bélgica, Holanda, Austrália e Nova Zelândia. O single é uma homenagem a cantora e atriz Christina Aguilera, de quem o vocalista é fã. Em dezembro de 2011, o single vendeu 540 mil cópias no Reino Unido. O single também chegou ao topo das paradas irlandesas e escocesas, e alcançou o top 10 das paradas na Austrália e na Nova Zelândia, além do Ultratop 50. O single foi disco de platina na Nova Zelândia e Suécia e tripla platina na Austrália.

### América do Norte
O single estreou na Canadian Hot 100 no número nove, enquanto estreou no número dois na plataforma digital com 19 mil downloads vendidos, a maior estreia de um artista gráfico pela primeira vez desde os Stereoss "Summer Girl", que estreou no número dois em junho de 2009. O single chegou ao número sete e foi disco de platina por Music Canada (MC) para 80 mil vendas. Em 22 de fevereiro de 2012, o single estreou na Billboard Hot 100, no número 28, enquanto estreou no número 12 no Hot Digital Songs Chart, vendendo 132 mil downloads em sua primeira semana. O single teve pico no Hot 100, no número 19 em 22 de março de 2012, deslocando 135 mil cópias que se deslocam para o número sete na Hot Digital Songs. Na semana seguinte o single saltou para o número 11, permanecendo no número sete na Hot Digital Songs com 164 mil downloads. Na semana seguinte, a canção subiu para o número nove, dando à banda seu primeiro Top 10 de singles nos Estados Unidos. Na semana que terminou em 14 de abril de 2012, "What Makes You Beautiful" entrou no top cinco do salto 9-4. Até 12 abril de 2012, o single havia vendido 1,129,852 cópias nos Estados Unidos.

### Desempenho nas paradas
| Tabelas musicais (2011–2012)                  | Melhor posição |
| --------------------------------------------- | -------------- |
| Austrália (ARIA)                              | 7              |
| Canadá (Canadian Hot 100)                     | 7              |
| US Billboard Hot 100                          | 4              |
| Estados Unidos - Billboard Digital Songs      | 3              |
| US Pop Songs (Billboard)                      | 3              |
| Brasil (Brasil Hot 100 Airplay)               | 24             |
| Brasil (Brasil Hot Pop)                       | 6              |
| Irlanda - Irish Singles Chart                 | 1              |
| Reino Unido - UK Singles Chart                | 1              |
| Escócia - (Scottish Singles and Albums Chart) | 1              |
| Nova Zelândia - RIANZ                         | 2              |
| Bélgica - Ultratop 50 (Flanders)              | 8              |
| Bélgica - Ultratop 40 (Wallonia)              | 1              |
| Suécia - Sverigetopplistan                    | 40             |

| País           | Provedor          | Certificação | Vendas    |
| -------------- | ----------------- | ------------ | --------- |
| Austrália      | ARIA              | 6× Platina   | 420.000   |
| Canadá         | Music Canada      | 5× Platina   | 420.000   |
| Itália         | Itália Music      | Platina      | 30.000    |
| Suécia         | Sverigetopplistan | 4× Platina   | 100.000   |
| Nova Zelândia  | RIANZ             | 2× Platina   | 30.000    |
| Reino Unido    | BPI               | Platina      | 781.000   |
| Estados Unidos | RIAA              | 4× Platina   | 4.000.000 |